# Gordon Newell Mott

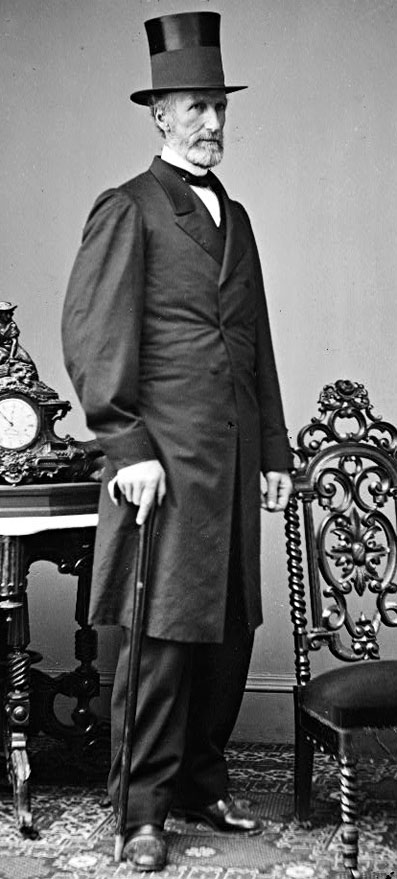
Gordon Newell Mott

Gordon Newell Mott (* 21. Oktober 1812 in Zanesville, Ohio; † 27. April 1887 in San Francisco, Kalifornien) war ein US-amerikanischer Politiker. Zwischen 1863 und 1864 vertrat er das Nevada-Territorium als Delegierter im US-Repräsentantenhaus.

## Frühe Jahre und politischer Aufstieg
Nach der Grundschule studierte Gordon Mott Jura. Ab 1836 war er in seinem Geburtsort Zanesville als Rechtsanwalt tätig. Während der Kämpfe um die Unabhängigkeit der Republik Texas von Mexiko unterstützte er neun Monate lang die Texaner. Danach kehrte er in seine Heimat zurück, um wieder als Anwalt zu arbeiten. Im Jahr 1849, während des kalifornischen Goldrausches, zog Gordon Mott nach Kalifornien. 1850 wurde er Richter im Sutter County und zwischen 1851 und 1854 amtierte er als Bezirksrichter. Im Jahr 1861 zog er in das neu geschaffene Nevada-Territorium. Dort wurde er von Präsident Abraham Lincoln zum Richter am Obersten Gerichtshof ernannt.

## Kongressdelegierter und weiterer Lebenslauf
Bei den Kongresswahlen des Jahres 1862 wurde Gordon Mott als Delegierter des Territoriums in das US-Repräsentantenhaus gewählt. Dort übernahm er am 4. März 1863 das Mandat von John Cradlebaugh. Als Delegierter hatte er aber kein Stimmrecht im Kongress. Nach dem Beitritt Nevadas zu den Vereinigten Staaten erlosch sein Mandat am 31. Oktober 1864. Danach hat er keine weiteren politische Ämter mehr ausgeübt. Gordon Mott zog nach Kalifornien. Er starb am 27. April 1887 in San Francisco.